# Liste der Naturschutzgebiete in Baden-Baden
Es gibt sieben Naturschutzgebiete, die ganz oder teilweise auf der Gemarkung der Stadt Baden-Baden liegen. Für die Ausweisung von Naturschutzgebieten ist das Regierungspräsidium Karlsruhe zuständig. Nach der Schutzgebietsstatistik der Landesanstalt für Umwelt, Messungen und Naturschutz Baden-Württemberg (LUBW) stehen 692,38 Hektar Fläche des Stadtkreises unter Naturschutz, das sind 4,94 Prozent.
| Name                                             | Bild             | Kennung               | Einzelheiten | Position | Fläche Hektar | Datum         |
| ------------------------------------------------ | ---------------- | --------------------- | --- | -------- | ------------- | ------------- |
| Korbmatten Baden-Baden                           |                  | 2.040 WDPA: 164210    | Baden-Baden Wiesenlandschaft des Oberrheingebietes als Brut-, Nahrungs- und Rastbiotop der heimischen zunehmend bedrohten Tierwelt. | ⊙        | 27,1          | 20. Dez. 1979 |
| Battertfelsen beim Schloss Hohenbaden            |                  | 2.054 WDPA: 81373     | Baden-Baden Geologisch und erdgeschichtlich bedeutsame Felsengruppe am Battert als Lebensraum seltener Tier- und Pflanzenarten, insbesondere Blockhaldenwald. | ⊙        | 34,9          | 30. Juni 1981 |
| Bruchgraben                                      |                  | 2.095 WDPA: 162578    | Baden-Baden Feuchte Talaue der Kinzig-Murg-Rinne in ihrer Naturausstattung zu den bedeutendsten Feuchtgebieten der Region zu zählen, vielfältige Feuchtwiesenkomplexe mit typischen, gefährdeten Pflanzen- und Tierarten | ⊙        | 179,0         | 2. Dez. 1986  |
| Markbach und Jagdhäuser Wald                     |                  | 2.182 WDPA: 164571    | Baden-Baden, Sinzheim Naturbelassener Bach mit charakteristischen Lebensräumen – naturnahe Ufergehölze und Feuchtwiesen; traditionelle, für die Vorbergzone typische, kleinparzellierte Nutzungsformen wie Streuobst- und Weinbau; an die mosaikartig verzahnten Lebensräume angepasste Tier- und Pflanzengesellschaften; einzigartige Erosionsmulden im Jagdhäuser Wald, naturnahe Waldgesellschaften mit charakteristischer Vegetation; Hainsimsen-Buchen-Wald, Steinmieren-Traubeneichen-Hainbuchen-Wald und Erlen-Eschen-Wald.                                              | ⊙        | 180,9         | 25. Juli 1994 |
| Rastatter Ried                                   |                  | 2.196 WDPA: 165106    | Baden-Baden, Rastatt, Iffezheim, Steinmauern Kleinräumig gegliederte Auenlandschaft mit Überresten des ehemaligen Schlingensystems des Rheins und der Murg als wertvolle Amphibienlaichgewässer. Größtes zusammenhängendes Waldgebiet in der Region mit naturnahem, vielfältig gegliederter Eichen-Hainbuchenwald sowie naturnahe Bestände an Erlen-Eschenwald und Erlen-Bruchwald. Waldsaumgesellschaften, Glatthaferwiesen, Streuobstbestände, Biotopverbund mit Hecken, Baum- und Gebüschgruppen und Einzelbäumen.                                                           | ⊙        | 561,8         | 21. Dez. 1995 |
| Sandheiden und Dünen bei Sandweier und Iffezheim |                  | 2.230 WDPA: 321866    | Baden-Baden, Iffezheim Eines der bedeutendsten Sandgebiete Baden-Württembergs. Der Untergrund besteht aus Kiesboden, der von Flugsand am Ende der Eiszeit überweht wurde. Im Wald ist mit 21 Metern Höhe eine der höchsten Dünen Badens zu sehen. | ⊙        | 240,7         | 8. Nov. 2011  |
| Sauersbosch, Pfrimmersbach- und Märzenbachtal    | Pfrimmersbachtal | 2.234 WDPA: 555560667 | Baden-Baden Erhaltung und Entwicklung der Wiesenlandschaft als Teil der historischen Kulturlandschaft; der unterschiedlichen Grünlandgesellschaften mit ihrer teilweise speziell angepassten Flora und Fauna; der Quellaustritte und natürlichen Wasserläufe und der daran gepassten Fauna; der Hohlwege, Steinriegel und Trockensteinmauern als kulturhistorische Besonderheiten mit hoher Bedeutung für die Fauna; der Wälder, Waldränder, Baumreihen, Hecken und licht stehenden Hochstamm-Obstbäume als wichtige Lebensraumstrukturen für Vögel, Holzkäfer und Fledermäuse. | ⊙        | 94,7          | 13. Sep. 2013 |
| Legende für Naturschutzgebiet                    |                  |                       | |          |               |               |